# Gamera
Gamera er et fiktivt monster i form af en muteret kæmpeskildpadde, der har været med i 12 film. Det blev første gang introduceret i 1965.

## Gamera-filmserien
- Gamera (1965)
- Gamera vs. Barugon (1966)
- Gamera vs. Gyaos  (1967)
- Gamera vs. Viras  (1968)
- Gamera vs. Guiron (1969)
- Gamera vs. Jiger (1970)
- Gamera vs. Zigra (1971)
- Gamera: Super Monster (1980)
- Gamera: Guardian of the Universe (1995)
- Gamera 2: Attack of Legion (1996)
- Gamera 3: Awakening of Irys (1999)
- Gamera the Brave (2006)